# Тевантепек (превлака)
Превлака Тевантепек (шп. Istmo de Tehuantepec) је земљоуз ширине 200 км у јужном делу Мексика који раздаваја Тихи океан (тачније залив Тевантепек) од Мексичког залива. Превлака Тевантепек се сматра и јужном границом северноамеричког континента ка Централној Америци. Источно од превлаке су савезне државе Табаско и Чијапас, док су западно Веракруз и Оахака.
У јужном делу земљоуза Јужна Сјера Мадре се спушта у висораван максималне висине до 224 метра и ту се састаје са огранком Сјера Мадре де Оахака. Северни део превлаке је ниско и замочварено земљиште обрасло густом тропском шумом. 
У највећем делу регије влада тропска влажна клима (маларично поднебље) уз изузетак подручја уз пацифичку обалу које под утицајем океанских ветрова има знатно пријатнију и блажу климу. Максималне температуре дуж атлантске обале су до 35 °C, количина падавина око 3.960 мм (пацифичка обала је у сувља и свежија). 
Превлака, али и цело подручје је добило име по варошици Санто Доминго Тевантепек у савезној држави Оахака. Порекло имена је од речи из језика народа Наватл tecuani-tepec што значи јагуарово брдо. Доминантну популацију у овом подручју представљају припадници народа Запотек.
Превлака је још од времена Ернана Кортеса била важна трговачка и саобраћајна рута која је повезивала две обале. Након неколико неуспешних покушаја у изградњи железниче пруге која би спајала обе обале, пруга је напокон саграђена и отворена у јануару 1907. Пруга повезује градове Коацакоалкос на северној и Салина Круз на јужној обали. Укупна дужина железничке пруге је 308 км. 

## Највећи градови
Највећи градски центри у подручју превлаке Тевантепек су:
| Град                     | Становника | Држава   |
| ------------------------ | ---------- | -------- |
| Коацакоалкос             | 280.363    | Веракруз |
| Минатитлан               | 151.983    | Веракруз |
| Акајукан                 | 79.459     | Веракруз |
| Хучитан де Сарагоса      | 85.869     | Оахака   |
| Салина Круз              | 76.219     | Оахака   |
| Санто Доминго Тевантепек | 55.163     | Оахака   |
| Матијас Ромеро           | 49.867     | Оахака   |